# Örnar
Örnar är ett samlingsnamn för en grupp större rovfåglar, inom familjen hökartade rovfåglar (Accipitridae). Örnar har inte nödvändigtvis ett närmare släktskap med varandra än andra arter inom familjen Accipitridae. Därför omfattar örnar arter av mycket varierande storlek vilka lever i olika biotoper och har olika beteenden.

## Anatomi och karaktäristika
De karaktärer som gjort att man sammanfört dessa rovfåglar är främst deras storlek. Utöver detta brukar de vara lång- och bredvingade och ha spretande vingpennor. De har en mycket kraftig näbb, deras ben är befjädrade och de har mycket kraftiga klor. Arterna är långlivade och blir könsmogna sent, först efter flera år och därför är deras reproduktion långsam och populationer av örnar är därmed sårbara för yttre påverkan. Många av arterna bygger stora bon som används år efter år. Honan är större och starkare än hanen.

### Arter
Enligt Clements et al. 2021 och BirdLife Sverige:
- Underfamilj Perninae – bivråkar
  - Släkte Eutriorchis
    - Madagaskarörn (Eutriorchis astur)
- Underfamilj Circaetinae – ormörnar
  - Släkte Spilornis
    - Nikobarhjälmörn (Spilornis klossi)
    - Sulawesihjälmörn (Spilornis rufipectus)
    - Kinabaluhjälmörn (Spilornis kinabaluensis)
    - Orienthjälmörn (Spilornis cheela)
    - Filippinhjälmörn (Spilornis holospilus)
    - Andamanhjälmörn (Spilornis elgini)

  - Släkte Pithecophaga
    - Apörn (Pithecophaga jefferyi)

  - Släkte Terathopius
    - Gycklarörn (Terathopius ecaudatus)

  - Släkte Dryotriorchis – troligen inbäddat i Circaetus
    - Kongoormörn (Dryotriorchis spectabilis)

  - Släkte Circaetus
    - Ormörn (Circaetus gallicus)
    - Sahelormörn (Circaetus beaudouini)
    - Svartbröstad ormörn (Circaetus pectoralis)
    - Brun ormörn (Circaetus cinereus)
    - Kustormörn (Circaetus fasciolatus)
    - Flodormörn (Circaetus cinerascens)
- Underfamilj Harpiinae – harpyjor
  - Släkte Harpyopsis
    - Papuaörn (Harpyopsis novaeguineae)

  - Släkte Morphnus
    - Amazonörn (Morphnus guianensis)

  - Släkte Harpia
    - Harpyja (Harpia harpyja)
- Underfamilj Aquilinae – äkta örnar
  - Släkte Stephanoaetus
    - Kronörn (Stephanoaetus coronatus)

  - Släkte Nisaetus
    - Orientörn (Nisaetus cirrhatus)
    - Floresörn (Nisaetus floris)
    - Bergörn (Nisaetus nipalensis)
    - Ghatsörn (Nisaetus kelaarti) – ofta underart till nipalensis
    - Sundaörn (Nisaetus alboniger)
    - Javaörn (Nisaetus bartelsi)
    - Sulawesiörn (Nisaetus lanceolatus)
    - Luzonörn (Nisaetus philippensis)
    - Mindanaoörn (Nisaetus pinskeri) – tidigare underart till philippensis
    - Malajörn (Nisaetus nanus)

  - Släkte Polemaetus
    - Stridsörn (Polemaetus bellicosus)

  - Släkte Lophotriorchis
    - Rödbukig örn (Lophotriorchis kienerii) - tidigare i Hieraaetus

  - Släkte Spizaetus
    - Tyrannörn (Spizaetus tyrannus)
    - Praktörn (Spizaetus ornatus)
    - Svartvit örn (Spizaetus melanoleucus) – tidigare i släktet Spizastur
    - Andinsk örn (Spizaetus isidori) – tidigare i släktet Oroaetus

  - Släkte Lophaetus
    - Tofsörn (Lophaetus occipitalis)

  - Släkte Ictinaetus
    - Svartörn (Ictinaetus malayensis)

  - Släkte Clanga – tidigare del av släktet Aquila
    - Mindre skrikörn (Clanga pomarina)
    - Indisk skrikörn (Clanga hastata)
    - Större skrikörn (Clanga clanga)

  - Släkte Hieraaetus
    - Ödleörn (Hieraaetus wahlbergi) – tidigare i släktet Aquila
    - Dvärgörn (Hieraaetus pennatus)
    - Pygméörn (Hieraaetus weiskei) – tidigare underart till småörn
    - Småörn (Hieraaetus morphnoides)
    - Fläckörn (Hieraaetus ayresii)

  - Släkte Aquila
    - Savannörn (Aquila rapax)
    - Stäppörn (Aquila nipalensis)
    - Spansk kejsarörn (Aquila adalberti)
    - Kejsarörn (Aquila heliaca)
    - Kuskusörn (Aquila gurneyi)
    - Kungsörn (Aquila chrysaetos)
    - Kilstjärtsörn (Aquila audax)
    - Skogsörn (Aquila africana) – tidigare i Spizaetus
    - Klippörn (Aquila verreauxii)
    - Hökörn (Aquila fasciata) - tidigare i släktet Hieraaetus
    - Afrikansk hökörn (Aquila spilogaster) – tidigare i släktet Hieraaetus
- Underfamilj Buteoninae – vråkar
  - Släkte Haliaeetus – troligen parafyletiskt visavi Ichthyophaga
    - Vitbukig fiskörn (Haliaeetus leucogaster)
    - Salomonhfiskörn (Haliaeetus sanfordi)
    - Skrikfiskörn (Haliaeetus vocifer)
    - Madagaskarfiskörn (Haliaeetus vociferoides)
    - Bandhavsörn (Haliaeetus leucoryphus)
    - Vithövdad havsörn (Haliaeetus leucocephalus)
    - Havsörn (Haliaeetus albicilla)
    - Jättehavsörn (Haliaeetus pelagicus)
    - Mindre fiskörn (Haliaeetus humilis)
    - Gråhuvad fiskörn (Haliaeetus ichthyaetus)

  - Släkte Buteogallus – tidigare i Harpyhaliaetus
    - Chacoörn (Buteogallus coronatus)
    - Eremitörn (Buteogallus solitarius)

## Örnen och människan

### Hotbild
Eftersom örnar har långsam reproduktion och är utsatta för miljögifter och förföljelse är örnar i de flesta fall mer eller mindre hotade arter. Bland de arter vars läge är kritiskt återfinns exempelvis de afrikanska och filippinska apörnarna.
I Sverige är stammarna av både havsörn och kungsörn på väg att återhämta sig efter att ha varit nere på mycket låga nivåer under andra halvan av 1900-talet.

### Örnen i kulturen

Örnen är vanligt förekommande inom heraldiken.

Örebro stadsvapen med en fläkt örn.

Örnen betraktades av grekerna som Zeus tecken och av romarna som Jupiters tecken. Senare skulle romarna använda örnen som fälttecken och symbol för det romerska riket. Synen på örnen som något högt och nobelt började antagligen här, och i senare tider har många valt örnar som symbol – Preussen, Österrike, Polen, Tsar-Ryssland och flera slaviska stater, bland andra. Många gånger har örnen två huvuden och kallas då dubbelörn, denna bild infördes i Bysantinska riket som en kejserlig symbol och användes i den betydelsen även i kejsardömena Tysk-romerska riket, Österrike och Ryssland. Napoleon I återupplivade det romerska bruket av örnar som fältsymboler, och genom ätten Bernadotte kom örnen även att ingå i det svenska riksvapnet. USA använder också örnen som heraldisk symbol. En fläkt örn inom heraldiken har utspridda vingar och klor.
Inom falkenering, traditionellt en härskarhobby, ansågs kungsörnar vara bland de högsta och finaste djur man kunde använda. I Centralasien används kungsörnar fortfarande av beridna falkenerare för att jaga räv och andra pälsdjur.

## Övrigt
Den förhistoriska arten moaörn (Hieraeetus moorei) är den största kända rovfågeln (Accipitriformes) som levt, med en vingbredd på över 3 meter och en vikt på runt 18 kg.